# Comuna Cristolț, Sălaj
Cristolț este o comună în județul Sălaj, Transilvania, România, formată din satele Cristolț (reședința), Muncel, Poiana Onții și Văleni. Comuna Cristolț se învecinează cu următoarele comune: Surduc- la vest și nord, Lozna- la nord și est, Zalha- la est și sud, iar Gârbou- la sud și sud-vest.

## Scurt istoric al comunei
- Satul Cristolț este atestat pentru prima dată într-un document oficial în anul 1554, sub numele de Nagy Kerestolcz. Satul Muncel a fost atestat la scurt timp după Cristolț, în 1557, în timp ce prima noțiune documentată despre satul Văleni datează din anul 1954.

## Economia

### Activități specifice zonei
- Cultura plantelor de câmp
- Creșterea animalelor
- Exploatarea lemnului și a balastului

### Activități specifice principale
- Creșterea animalelor
- Exploatarea lemnului
- Producerea de pâine
- Producerea pălincii de fructe

Economia comunei este una de tip tradițional, bazată în mare parte pe agricultură și pomicultură.
- Agricultura- reprezentată de sectorul zootehnic (încurajat de cele 800 ha de pășune), dar și de cel al culturii plantelor de câmp.
- Pomicultura- este reprezentată de soiuri de prun, măr, nuc și cireș.

Cele 1100 hectare de pădure au determinat orientarea către exploatarea și prelucrarea lemnului, meșteșugarii locali fiind recunoscuți în regiunile învecinate. Alte activități economice locale sunt exploatarea balastului, producția de pâine și producția pălincii de fructe.

## Demografie
Componența etnică a comunei Cristolț
     Români (96,02%)
     Alte etnii (0,19%)
     Necunoscută (3,79%)
Componența confesională a comunei Cristolț
     Ortodocși (95,36%)
     Alte religii (0,85%)
     Necunoscută (3,79%)
Conform recensământului efectuat în 2021, populația comunei Cristolț se ridică la 1.056 de locuitori, în scădere față de recensământul anterior din 2011, când fuseseră înregistrați 1.235 de locuitori. Majoritatea locuitorilor sunt români (96,02%), iar pentru 3,79% nu se cunoaște apartenența etnică. Din punct de vedere confesional, majoritatea locuitorilor sunt ortodocși (95,36%), iar pentru 3,79% nu se cunoaște apartenența confesională.

## Politică și administrație
Comuna Cristolț este administrată de un primar și un consiliu local compus din 9 consilieri. Primarul, Cristian Nechifor[*], de la Partidul Național Liberal, este în funcție din 1 noiembrie 2024. Începând cu alegerile locale din 2024, consiliul local are următoarea componență pe partide politice:
|  | Partid                    | Consilieri | Componența Consiliului | Componența Consiliului | Componența Consiliului | Componența Consiliului |
|  | ------------------------- | ---------- | ---------------------- | ---------------------- | ---------------------- | ---------------------- |
|  | Partidul Social Democrat  | 4          |                        |                        |                        |                        |
|  | Partidul Național Liberal | 4          |                        |                        |                        |                        |
|  | Partidul S.O.S. România   | 1          |                        |                        |                        |                        |

## Atracții turistice
- Biserica de lemn "Sfinții Arhangheli Mihail și Gavriil" din satul Poiana Onții, construcție 1780.
- Biserica din lemn "Sfinții Arhangheli Mihail si Gavril", monument istoric din localitatea Muncel, ce datează din secolul al XVIII-lea.
- Cele două piscuri Nadiș și Pietrosu cu o cota de peste 600 m, împodobite de păduri de foioase.

Evenimente locale
- Ziua comunei - prima duminică după 15 august (Adormirea Maicii Domnului)
- Obor de vite și piață agroalimentară - a doua zi de marți din fiecare lună